# 로빈 슐츠
로빈 슐츠(Robin Schulz, 1987년 4월 28일 ~ )는 독일의 디제이, 프로듀서이다.